# 伊沃·达内乌
伊沃·达内乌（1937年10月6日—），斯洛文尼亚男子篮球运动员。他曾代表南斯拉夫国家队参加1960年、1964年和1968年夏季奥林匹克运动会篮球比赛，获得一枚银牌。